# La France Orange mécanique
La France Orange mécanique est un essai écrit par Laurent Obertone en 2013.

## Contenu
Le livre est préfacé par Xavier Raufer.
Le livre, qui s'appuie sur certains faits divers de la presse quotidienne régionale, a pour objectif de démontrer l'aggravation de la violence dans la société française dans les années 2000-2010. L'auteur avance que l'État français, en comparaison des années 1950 et 1960, ne remplit plus le devoir de sécurité qui est le sien envers ses citoyens. Parmi les raisons invoquées sont exposés le « laxisme judiciaire et l’immigration massive ».

### Critiques positives
- Dans Valeurs actuelles (17/01/2013), Gilles Gaetner qualifie l'ouvrage de « saisissant » et de « livre choc »[1]
- Sur France 2, dans l'émission Des paroles et des actes, Marine Le Pen salue le travail de l'auteur et reprend à son compte le terme d'« ensauvagement » de la France[2], qu'elle réutilise ensuite[3].
- Éric Brunet trouve le livre « saillant et bien écrit »[réf. nécessaire].
- Philippe Labro affirme « qu'on ne parle pas assez de ces 300 pages acerbes »[4].

### Critiques mitigées
- Dans Le Point, l'ouvrage est qualifié de « livre choc sur les vrais chiffres de l'insécurité », mais l'auteur souligne que, «l'interprétation qu'en fait le journaliste Obertone est totalement partisane : autant certains font preuve d'un angélisme à toute épreuve sur l'insécurité, autant lui est obsédé par la seule question culturelle, voire ethnique. En somme, une publication partiale, donc partielle [...] La France Orange mécanique laisse l'impression que la justice façon Obertone serait une sorte de retour à l'état de nature et à sa loi du plus fort. Drôle de sentiment, alors que l'auteur écrit justement pour "préserver la civilisation" »[5].
- Laurent Ruquier et Aymeric Caron, dans On n'est pas couché, attaquent l'auteur sur ses arrière-pensées politiques[6]. Basile de Koch, commentant cette émission, parle de « curée » où « l'amuseur se fait procureur » et de la « mauvaise foi et (de) la hargne progressistes » d'Aymeric Caron[7]. Laurent Ruquier indique également que Laurent Obertone « pose les bonnes questions dans son livre ».
- Éric Pelletier, journaliste de L'Express, voit dans ce livre, « servi par quelques fulgurances de plume », avant tout « un habile coup marketing, destiné à promouvoir les thèses les plus radicales du darwinisme social »[8].

### Critiques négatives
- Mediapart, le 20 février 2013 affirme que l'auteur réécrit les « thèmes favoris de l'extrême droite ainsi que ceux chers au lobby sécuritaire ». Le 27 février 2013, Mediapart affirme que Laurent Obertone est l'auteur, depuis octobre 2009, d'un « blog de la réacosphère, qualifié de racialiste voire de raciste par ses fans »[9]. Des affirmations niées en bloc par l’auteur[10], Basile de Koch affirmant que le vrai blogueur s'était identifié quelque temps après[7].[pas clair]
- Le sociologue Laurent Mucchielli critique le livre[11].
- Selon Thomas Guénolé, politologue à Sciences Po, l'ouvrage serait « un livre à thèses racistes », « un tissu d’âneries qui sert le FN »[12].
- « Un modèle de manipulation » selon Claude Askolovitch dans Marianne qui considère que l'auteur « a (donc) du talent » et avance qu'il pourrait être écrivain, mais dont il dénonce la prétention à refléter le réel, s'insurgeant notamment contre l'utilisation politique qui pourrait être faite des chiffres présentés[13].

## Éditions et éditions postérieures
Selon la maison d'édition Ring, début mars 2013, les 35 000 exemplaires du livre étaient épuisés et une réédition de 20 000 ouvrages était en cours. Toujours selon la maison d'édition Ring, l'ouvrage aurait dépassé les 120 000 ventes.

Une nouvelle édition augmentée, comptant 512 pages, est publiée le 16 avril 2015  (ISBN 979-1091447270). L'édition définitive, comptant 523 pages, sort le 18 janvier 2018  (ISBN 979-10-95776-13-0).